# Gil Álvarez de Albornoz
Gil Álvarez de Albornoz, también conocido como Gil de Albornoz (Carrascosa del Campo, 1302/1303-Viterbo, Italia, 23 de agosto de 1367), fue arzobispo de Toledo (1338-1350) y cardenal de la Iglesia católica desde 1350.

## Familia

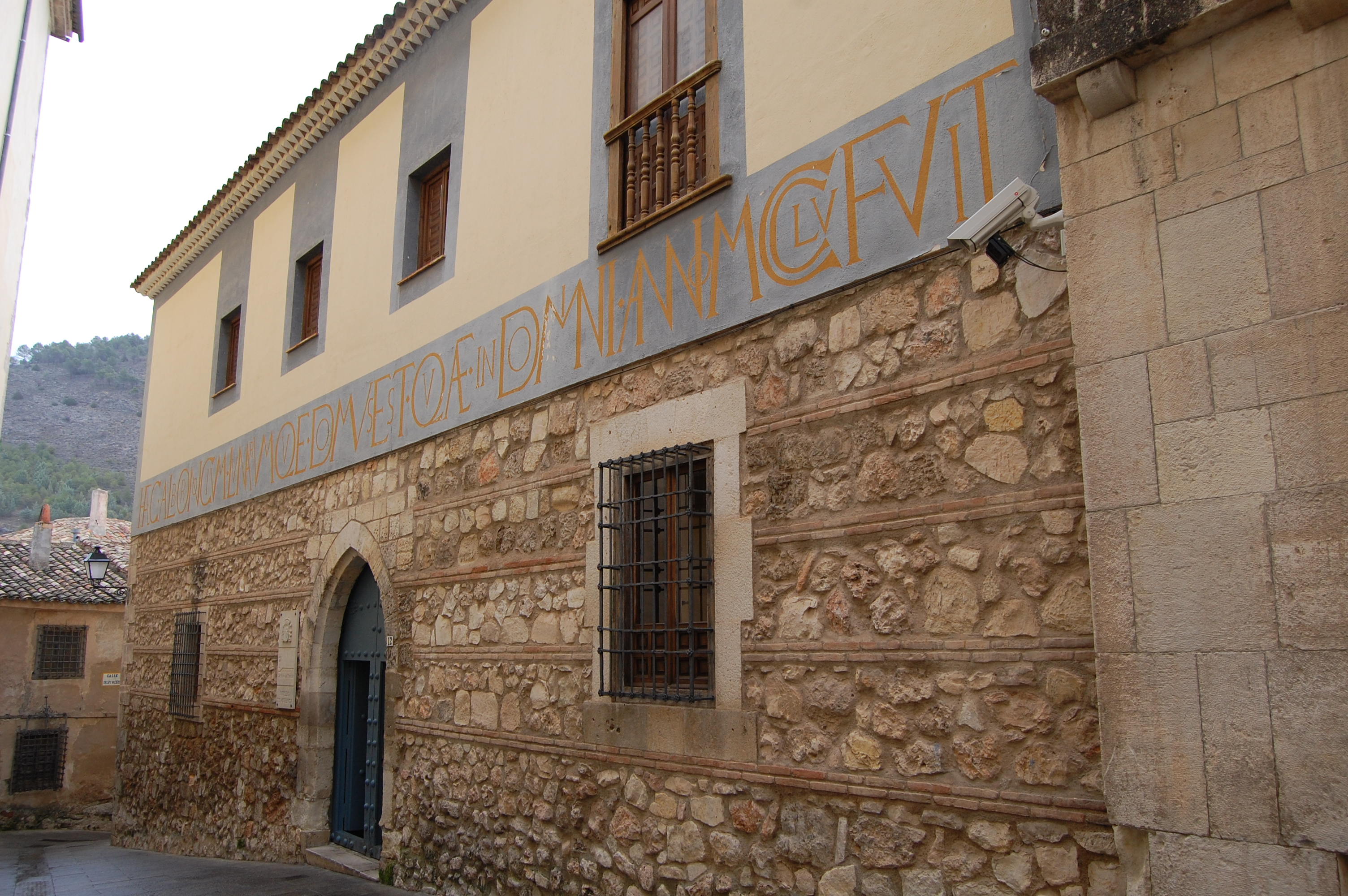
Casa de la familia Albornoz y Luna en Cuenca, donde Gil de Albornoz pasó su infancia.

Nacido en Carrascosa del Campo, Cuenca a finales de 1302 o principios de 1303, era hijo de Garci Álvarez de Albornoz,  IV señor de Albornoz, tutor del futuro rey Alfonso XI, y de Teresa de Luna, miembro de la poderosa casa de Luna, en Aragón. Su madre era hija de Pedro Martínez de Luna y de su esposa Elvira Pérez de Sessa y hermana del arzobispo de Toledo y primado de España, Jimeno Martínez de Luna, del ricohombre de Aragón Pedro de Luna, de Gracia, la primera esposa de Simón de Moncada, y de Juan Martínez de Luna I, abuelo del papa Benedicto XIII). Gil fue el tercero de sus cuatro hijos.
Sus hermanos mayores, Álvar García de Albornoz «el Viejo», V señor de Albornoz y Fernán Gómez de Albornoz, fueron caballeros importantes en la corte del rey Alfonso XI. Ayudaron al rey en sus disputas con Don Juan Manuel. Además, participaron en las campañas contra el Reino de Granada (Alcalá la Real y Algeciras) y contra los Benimerines (Batalla del Salado).

## Formación
Comenzó su educación en Zaragoza, en la época en la que su tío Jimeno Martínez de Luna era obispo (1296-1317). Su preceptor en esta primera época fue Perito Egidio, que posteriormente sería deán de la catedral de Cuenca y administrador de los bienes del cardenal. En 1316 o 1317 se trasladó a Tolosa (Francia), donde estuvo durante más de diez años. Allí estudió Leyes, obteniendo un doctorado en algún momento antes de 1325. Durante sus años en la Universidad de Toulouse es probable que coincidiese con Étienne Aubert (futuro papa Inocencio VI), que por entonces era profesor de derecho canónico en esa universidad.
A su vuelta a Castilla, inició su carrera eclesiástica en la corte de Alfonso XI, recién declarada la mayoría de edad del rey (1325). Ejerció como archidiácono de Calatrava y obtuvo varios beneficios en Cuenca. Participó, junto a sus hermanos mayores, en alguna de las campañas militares de la época, como los enfrentamientos entre Bernabé Visconti y el papa Urbano V.

## Arzobispo de Toledo (1338-1350)
Gil Álvarez de Albornoz fue elegido arzobispo de Toledo por el cabildo catedralicio para suceder a su tío Jimeno de Luna. La elección fue confirmada el 13 de mayo de 1338 por el papa Benedicto XII mediante decreto de la Cancillería Pontificia dado en Aviñón, en el que se le menciona como: «diácono, arcediano de la Orden de Calatrava, capellán pontificio y doctor en Decretales». Tendría unos 28 años de edad. Desde esta dignidad actuó como consejero político y prestamista, financiando con los cuantiosos bienes del arzobispado toledano las guerras de Alfonso XI de Castilla contra los musulmanes, que lograron la conquista de Algeciras y de Tarifa. Su relación con el rey parece haber sido muy estrecha, a pesar de la amante real, la viuda Leonor de Guzmán, madre de Enrique II de Castilla.
Gil figura en la corte de Burgos de 1341 como canciller, arzobispo y legado pontificio de la cruzada europea en Algeciras contra los benimerines del reino de Fez. También interviene entonces en la asignación eclesiástica y civil al patrimonio y patronato real de la actual Alcalá la Real, provincia de Jaén, entonces llamada hasta su conquista Alcalá de Benzayde, frontera durante siglos del reino nazarí de Granada.
Una vez más Don Juan Manuel y el ofendido rey portugués y suegro de Alfonso XI de Castilla, padre de diez hijos con la viuda Leonor de Guzmán y de tan sólo Pedro I de Castilla con su hija, recaban armas y dinero de sus súbditos para otra cruzada de Occidente. Comenzado el Cerco de Algeciras, don Gil consiguió préstamos dinerarios del rey de Francia, a la sazón enfrentado a los ingleses en Francia.
En 1350, con la subida al trono de Pedro I de Castilla, Albornoz tuvo que exiliarse en Aviñón por diversas razones: era valedor de Leonor de Guzmán y sus hijos, un defensor de la independencia eclesiástica frente a la política intervencionista de Pedro, y, además, curiosamente, se enfrenta al nuevo monarca castellano con motivo de la relación extramatrimonial que este mantenía con María de Padilla.
Su hermano primogénito Álvar García había buscado en Francia a Blanca de Borbón, hermana gemela de la luego reina consorte de Francia Juana de Borbón, pese a que su padre el duque I de Borbón (Pedro I de Borbón) pareció haber tenido pocos dineros para sus dotes matrimoniales, una de las razones probables del desprecio de Pedro I de Castilla.
En Aviñón fue acogido con especial afecto por el papa Clemente VI. A su llegada a Francia obtuvo el capelo cardenalicio del título de San Clemente (1350).

## Primer legado en Italia
Su llegada a Aviñón, sede francesa del papado desde aproximadamente 1308, es providencial. En ese momento el papa Clemente VI prepara una campaña militar para restaurar y pacificar los Estados Pontificios, y lograr el dominio efectivo sobre la ciudad de Roma. La experiencia militar del arzobispo toledano, unida a su gran formación política, hacían de él el candidato idóneo para dirigir el ejército papal. Así, el 17 de diciembre de 1350, es creado cardenal de San Clemente y, el 30 de junio de 1353, se le designa legado papal y vicario general en Italia. A Italia se dirige con el objetivo de restaurar la autoridad papal en los Estados Pontificios y, en particular, con la tarea de someter al prefecto de Roma Giovanni di Vico, con quien, tras derrotarlo en la batalla de Orvieto, firmó el tratado de Montefiascone, en el que este reconocía la soberanía pontificia.

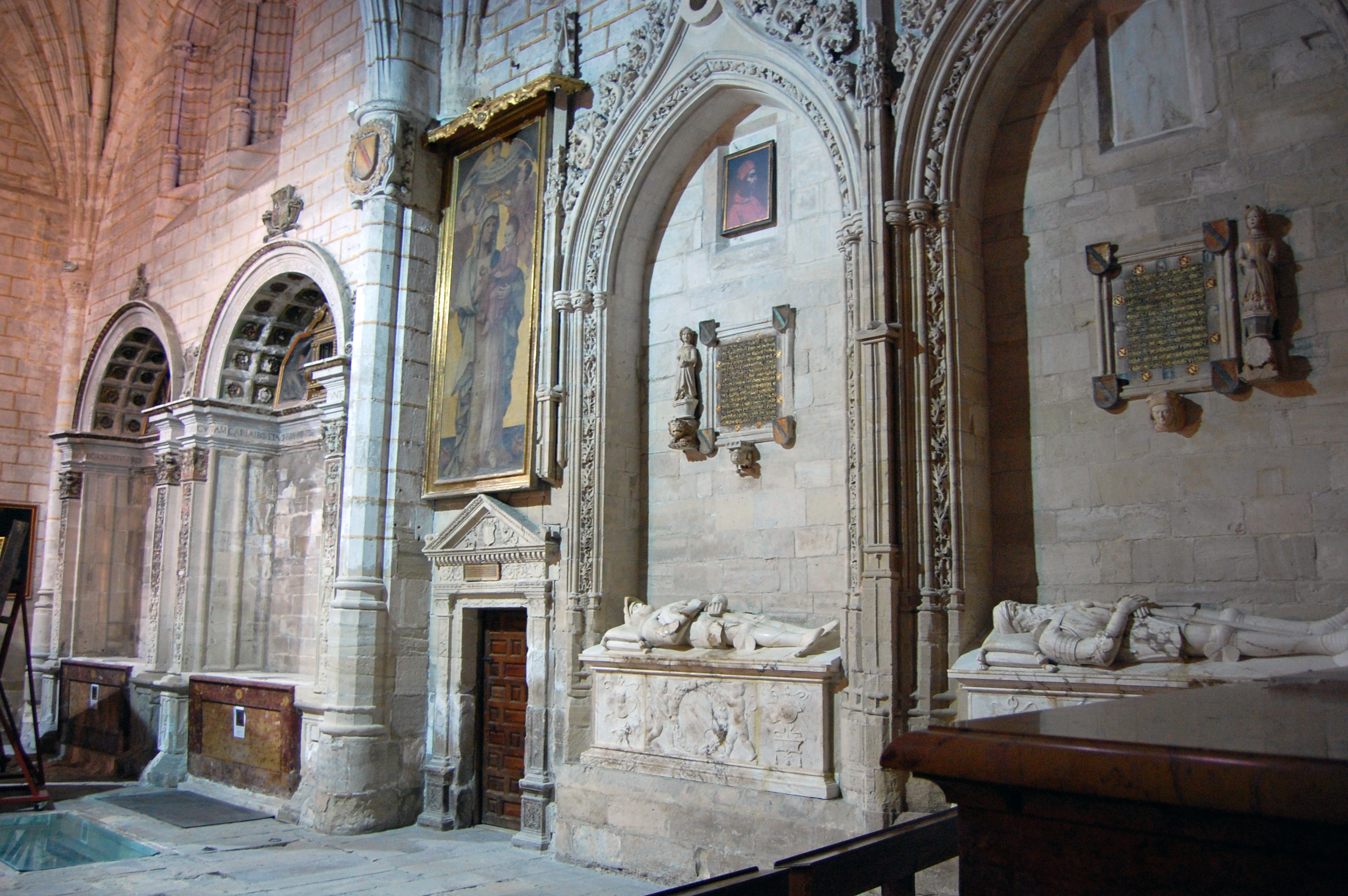
Capilla de los Caballeros de la catedral de Cuenca, lugar de enterramiento de los padres y el hermano de Gil de Albornoz.

El 14 de julio de 1354 Gil entraba en Viterbo, a 16 kilómetros de Montefiascone, conquistada por su tío Lope Fernández de Luna, arzobispo de Zaragoza en el período 1351-1380 en que muere quedando el arzobispado sin cubrir durante tres años, donde se asienta y asiste a principios de 1355 a la coronación en Roma del emperador del Sacro Imperio Romano Germánico Carlos IV de Luxemburgo (o también Carlos I de Bohemia), uniéndose después con Galeotto Malatesta, contra tiranos y tiranuelos municipales de Faenza, Forlì, Forlimpopoli, Cesena, etc.
Entretanto el papa Clemente VI había fallecido en Aviñón en 1352, siendo elegido sucesor Inocencio VI, quien decidió enviar a Italia al extribuno romano Cola di Rienzo que se encontraba prisionero en Aviñón condenado a muerte, con la idea de que prestara ayuda al cardenal Albornoz. Sin embargo la actuación en Roma de Rienzo provocó un motín en el que fue asesinado.
Tras la revuelta de Cola di Rienzo, Albornoz reinstauró en la ciudad de Roma el tradicional gobierno en el que dos cónsules, elegidos entre las familias nobles de la ciudad, ostentaban el poder. Asegurada la situación en la ciudad dedicó su atención a la recuperación de las restantes ciudades y territorios italianos, logrando entre 1356 y 1357 la recuperación de casi todos los Estados Pontificios.
En Toledo, su sucesor en el arzobispado Gonzalo de Aguilar había muerto sucediéndole, quizá por influjo de Gil, Blas Fernández de Toledo (1353-1362).
En 1357 cuando don Gil intentaba la recuperación de Forlì, recibió la noticia de que había sido sustituido como legado papal en Italia, por el abad de Cluny y futuro cardenal, Androin de la Roche.

## Constitutiones Aegidianae

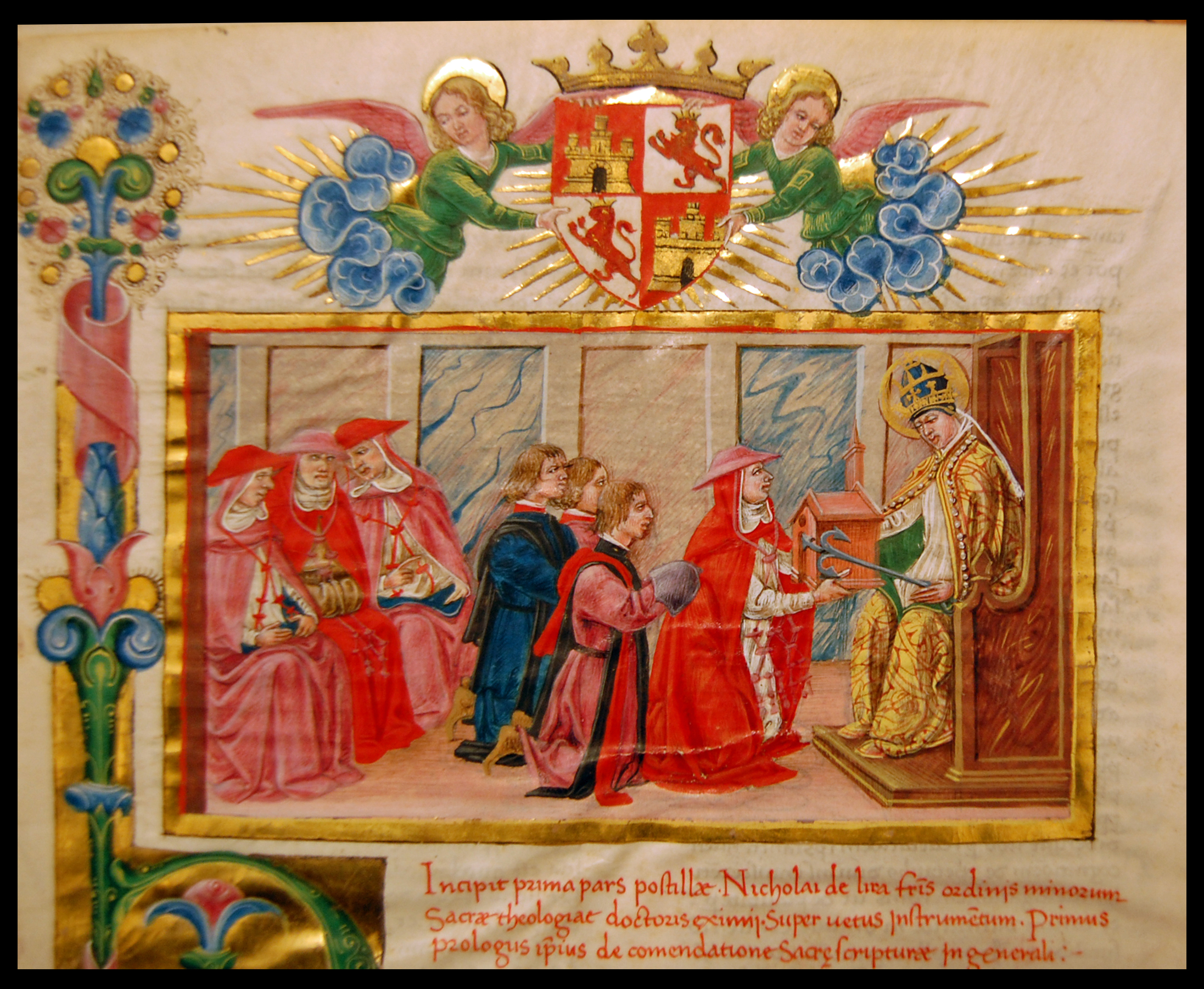
Gil de Albornoz entregando simbólicamente al papa San Clemente I la capilla del Colegio de España, dedicada a dicho santo.

Albornoz redactó para los Estados Pontificios las Constitutiones Aegidianae, inspiradas en parte por los llamados Ordenamientos de Alcalá de 1348. Antes de regresar a Aviñón, se reunió con todos los vicarios de los territorios pontificios entre el 29 de abril y el 1 de mayo de 1357. En el transcurso de esta asamblea publicó sus famosas Constitutiones Sanctae Matris Ecclesiae, más conocidas como Constitutiones Aegidianae que proporcionaban una imprescindible base jurídica para la organización y gobierno de los estados de la Iglesia.
Esta norma, que tendrá validez jurídica hasta 1816 (aunque no fue abolida hasta 1929), dividía los Estados Pontificios en cinco provincias: Campania y Marítima, ducado de Spoleto, Marca de Ancona, Patrimonio de San Pedro y Romaña.
Cada una de estas provincias estaba gobernada por un rector designado personalmente por el papa y que se encargaba del nombramiento de un consejo compuesto por siete jueces, que para evitar la corrupción, no podían pertenecer a la provincia en la que desarrollarían sus funciones. El rector se encargaba también del nombramiento del jefe de la fuerza armada de la provincia, especificándose que dicho cargo no podría recaer en uno de sus parientes.

## Segundo legado en Italia

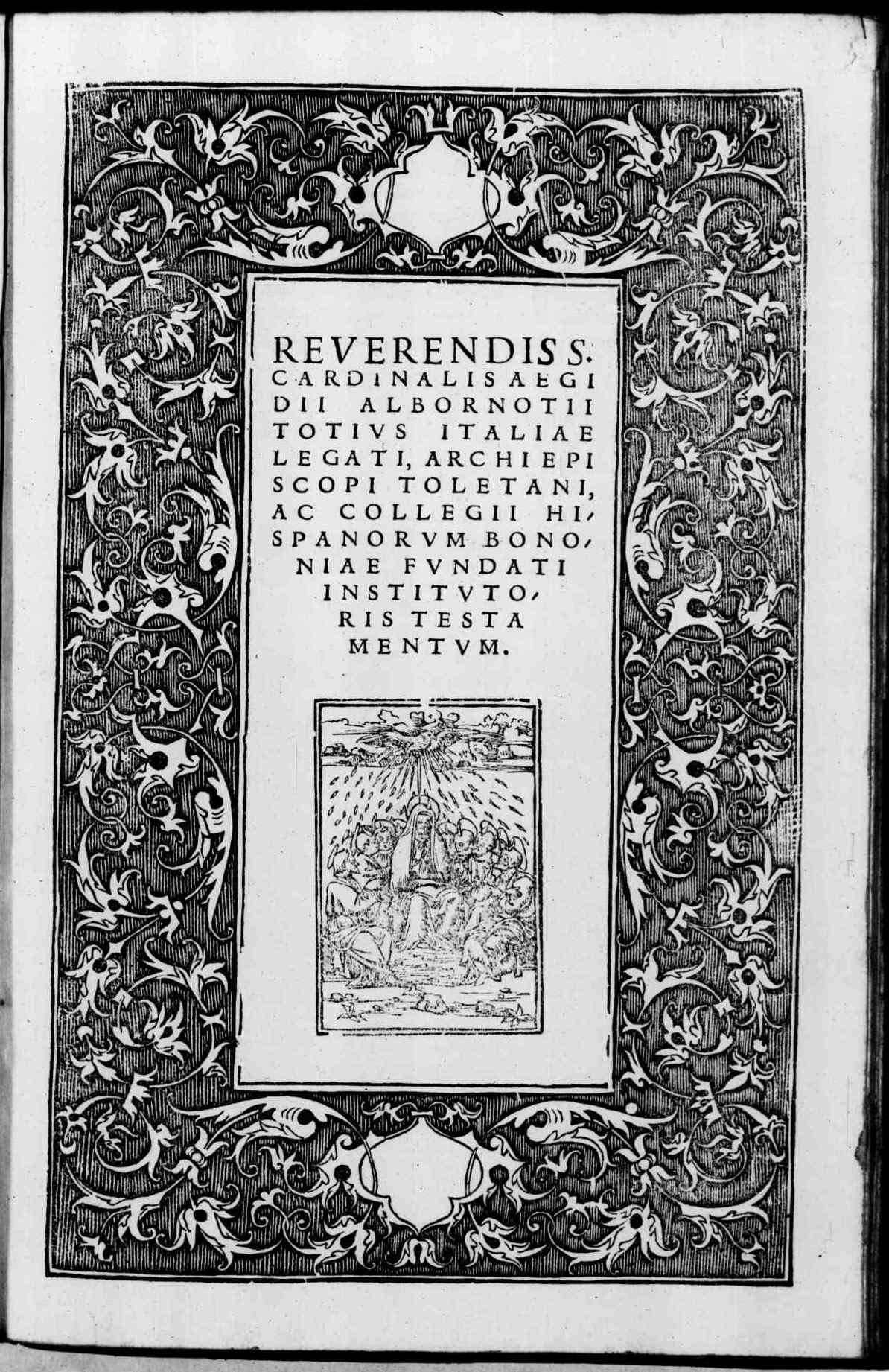
Testamentum, 1533

La labor de su sucesor en Italia, el abad de Cluny fue de poco éxito por lo que Gil de Albornoz volvió a quedar al frente de los asuntos de la Iglesia en Italia, por decreto de 18 de septiembre de 1358, en diciembre de 1358, logrando en los dos años siguientes, tras la conquista de Forlì y de Bolonia, sublevada contra el tirano Giovanni Visconti da Oleggio y conquistada por el aragonés Francisco Blasco de Belvís el 15 de marzo de 1359, y en donde entra con gran pompa Gil en octubre de 1359 de modo que casi todos los territorios pontificios volvieran a quedar bajo la autoridad papal. Por entonces, Niccolò Spinelli di Giovinazzi di Napoli da Giovinazzo, al principio asociado a los insaciables Viscontis, se acerca a las cortes de Albornoz y a través de éste a la reina Juana I de Nápoles.
En 1362 falleció Inocencio VI, y tras su rechazo a la tiara que le fue ofrecida, resultó elegido en 28 de septiembre de 1362 Urbano V quien al año siguiente lo vuelve a sustituir por el abad de Cluny quedando como legado en Nápoles. En 6 de abril de 1363 los Albornoz y sus mesnadas y mercenarios conquistan cerca de Faenza territorios ocupados por los Visconti muriendo allí su sobrino carnal García de Albornoz.
El 14 de enero de 1364 envió una carta al pontífice Urbano V, «la carta más dura que jamás haya recibido un pontífice».
Expulsados los reyes de ascendencia húngara de Nápoles consiguió Gil torear con éxito a la taimada y voluble reina Juana I de Nápoles, recién casada en terceras nupcias con el supuesto infante exiliado Jaime de Mallorca (enterrado en Soria, España). Le cambió las reliquias de San Blas, que por testamento iba a ceder a la catedral de Cuenca, España, quedándose a cambio con las de Santa Lucía.
Don Gil falleció en Viterbo, Italia, el 23 de agosto de 1367 y legó en herencia todo su patrimonio para la construcción de un Collegium Hispanicum en Bolonia, sede de la más antigua universidad europea, en donde estudiantes españoles se formarían para ejercer cargos de responsabilidad en España. Su muerte dejó en Italia una situación política con un equilibrio inestable. Inicialmente fue enterrado en la Basílica de San Francisco de Asís.

## Sus restos

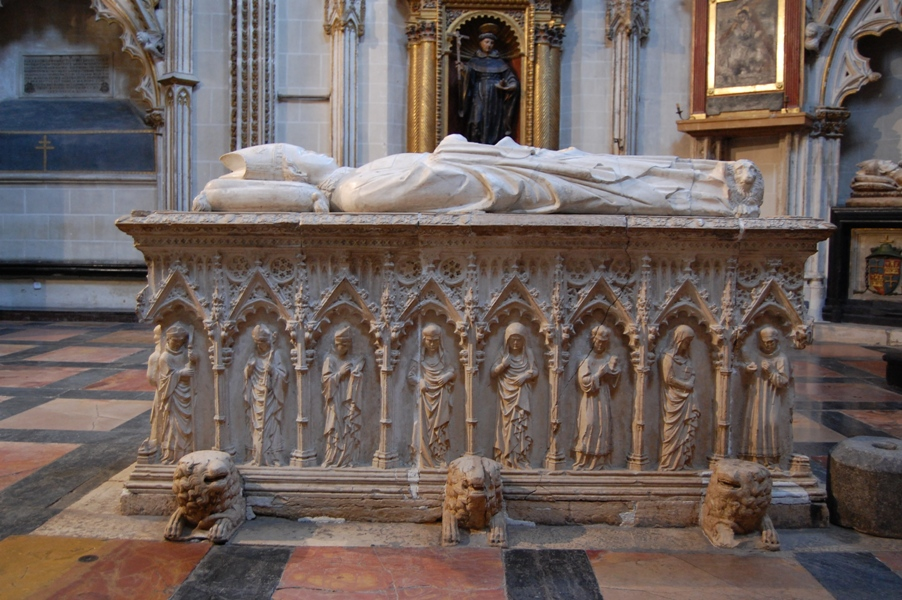
Sepulcro de Gil Álvarez de Albornoz en la capilla de San Ildefonso de la catedral de Toledo (España).

En 1371 se decide el traslado de sus restos a Castilla. Por bula de Gregorio XI de 21 de septiembre de 1371 se concedió indulgencia plenaria a todos los que colaborasen en el traslado de sus restos. El paso del cortejo por Italia, Francia y España fue presidido por su sobrino Fernando Álvarez de Albornoz, investido poco después de la muerte de Gil como obispo de Lisboa (1369-1371), y luego arzobispo de Sevilla (1371-1378). Hasta el propio rey Enrique II de Castilla ayudó, en algún momento de 1372 a llevarlo. Su cadáver fue finalmente trasladado a Toledo, donde está enterrado en un sepulcro exento en el centro de la capilla de San Ildefonso de la catedral de Toledo, cuya construcción, de finales del siglo XIV, fue ordenada por el propio cardenal Albornoz para capilla funeraria suya y de su familia, y que no vio terminada.